# Gunter Kahlert
Gunter Kahlert (* 9. Oktober 1938 in Dresden) ist ein deutscher Dirigent und Musikpädagoge.
Kahlert studierte bis 1961 Posaune an der Hochschule für Musik Carl Maria von Weber Dresden und war dann als Posaunist an den Theatern von Wismar und Stralsund engagiert. Bis 1968 studierte er an der Hochschule für Musik „Hanns Eisler“ Berlin Dirigieren. 1966 wurde er Korrepetitor und Kapellmeister am Stralsunder Theater. Im Folgejahr wurde er Chefrepetitor am Deutschen Nationaltheater Weimar; von 1970 bis 2002 wirkte er dort als Kapellmeister. Ab 1982 unterrichtete Kahlert Korrepetition, Partiturspiel und Dirigieren an der Hochschule für Musik Franz Liszt Weimar. Seit 1991 hat er eine Professur an der Hochschule inne und leitet die Abteilung Dirigieren, von 1995 bis 2003 war er zudem der Prorektor für Lehre. Elf Jahre lang war er darüber hinaus Chefdirigent des Sinfonieorchesters der Hochschule.